# Hertogdom Estland (1561-1721)
Het Hertogdom Estland (Estisch: Eestimaa Hertsogiriik, Zweeds: Hertigdömet Estland) was een bezitting van Zweden van 1561 tot 1721 toen het aan Rusland werd overgedragen bij de Vrede van Nystad, dat de Grote Noordse Oorlog beëindigde. Ook onder Deense heerschappij stond het eerder bekend als Hertogdom Estland.
Het bezit bestond uit het noordelijke deel van het huidige Estland en kwam in 1561 onder Zweedse heerschappij, onder koning Erik XIV van Zweden, uit vrije wil wegens angst van Rusland. De stad Reval (Tallinn) en de provincies Harjumaa, Westelijk Virumaa, Raplamaa en Järvamaa waren vanaf het begin al een deel van het bezit en Läänemaa werd in 1581 veroverd. Door de Esten wordt deze tijd ook wel herinnerd als de goede oude Zweedse tijd, deze uitdrukking werd wel pas gebruikt na de Russische overheersing.

## Gouverneurs-generaal
- Anders Torstenson (1674-1681)
- Axel Julius De la Gardie (1687-1704)
- Wolmar Anton von Schlippenbach (1704-1706)
- Nils Jonsson Stromberg af Clastorp (1706-1709)
- Karl Gustaf von Nieroth (1709-1710)